# Hicham Mahou
Hicham Mahou (Nizza, 1999. július 2. –) francia korosztályos válogatott labdarúgó, a svájci Lugano középpályása.

## Pályafutása

### Klubcsapatokban
Mahou a franciaországi Nizza városában született. Az ifjúsági pályafutását a helyi Nice csapatában kezdte.
2017-ben mutatkozott be a Nice első osztályban szereplő felnőtt keretében. A 2019–20-as szezon második felében a Red Star, míg a 2020–21-es szezon második felében a svájci első osztályban érdekelt Lausanne-Sport csapatát erősítette kölcsönben. A lehetőséggel élve, 2021-ben a svájci klubhoz igazolt. 2022. július 4-én négyéves szerződést kötött a Lugano együttesével. Először a 2022. július 17-ei, Sion ellen 3–2-re elvesztett mérkőzésen lépett pályára. Első gólját 2022. október 9-én, a Basel ellen hazai pályán 1–0-ra megnyert találkozón szerezte meg.

### A válogatottban
Mahou 2014 és 2015 között tagja volt a francia U16-os válogatottnak.

## Statisztikák
2022. október 29. szerint
| Klub                        | Szezon   | Osztály            | Bajnokság | Bajnokság | Kupa és ligakupa | Kupa és ligakupa | Nemzetközi | Nemzetközi | Összesen | Összesen |
| Klub                        | Szezon   | Osztály            | Meccs     | Gól       | Meccs            | Gól              | Meccs      | Gól        | Meccs    | Gól      |
| --------------------------- | -------- | ------------------ | --------- | --------- | ---------------- | ---------------- | ---------- | ---------- | -------- | -------- |
| Nice                        | 2016–17  | Ligue 1            | 1         | 0         | 0                | 0                | 1          | 0          | 2        | 0        |
| Nice                        | 2017–18  | Ligue 1            | 3         | 0         | 1                | 0                | —          | —          | 4        | 0        |
| Nice                        | 2018–19  | Ligue 1            | 0         | 0         | 1                | 0                | —          | —          | 1        | 0        |
| Nice                        | 2020–21  | Ligue 1            | 2         | 0         | 0                | 0                | 1          | 0          | 3        | 0        |
| Nice                        | Összesen | Összesen           | 6         | 0         | 2                | 0                | 2          | 0          | 10       | 0        |
| Lausanne-Sport (kölcsönben) | 2020–21  | Swiss Super League | 21        | 2         | 1                | 0                | —          | —          | 22       | 2        |
| Lausanne-Sport              | 2021–22  | Swiss Super League | 34        | 2         | 3                | 0                | —          | —          | 37       | 2        |
| Lausanne-Sport              | Összesen | Összesen           | 55        | 4         | 4                | 0                | 0          | 0          | 59       | 4        |
| Lugano                      | 2022–23  | Swiss Super League | 14        | 1         | 2                | 1                | 2          | 0          | 18       | 2        |
| Összesen                    | Összesen | Összesen           | 75        | 5         | 8                | 1                | 4          | 0          | 87       | 6        |

## Sikerei, díjai
Lugano
- Svájci Kupa
  - Döntős (1): 2022–23

## Fordítás
Ez a szócikk részben vagy egészben  a   Hicham Mahou című angol Wikipédia-szócikk fordításán alapul.  Az eredeti cikk szerkesztőit annak laptörténete sorolja fel. Ez a jelzés csupán a megfogalmazás eredetét és a szerzői jogokat jelzi, nem szolgál a cikkben szereplő információk forrásmegjelöléseként.